# Kostel svatého Ducha (Javorca)
Kostel svatého Ducha (slovinsky: Spominska cerkev Sv. Duha v Javorci) je secesní pamětní kostel, který se nachází v západním Slovinsku. Byl vystavěn na skalním výběžku horské planiny Javorca, přímo nad tokem řeky Tolminky, a je součásti Stezky míru. Byl dokončen v roce 1916 na počest padlých spolubojovníků rakousko-uherské armády na sočské frontě. Dnes je považován za mistrovské architektonické dílo a jeden z hlavních symbolů snahy o usmíření.  

## Evropské dědictví
V roce 2007 byl Kostel svatého Ducha v Javorci zařazen na seznam Evropského kulturního dědictví. Evropská komise mu formálně udělila zvláštní uznání – Evropský znak dědictví.

## Historie
Kostel svatého Ducha v Javorci byl postaven z iniciativy rakousko-uherské armády (3. horské brigády, náležející k XV. sboru), která si přála vytvořit místo k uctění padlých vojáků bez ohledu na jejich národnost. Pro zahájení stavby bylo klíčové vybrat vhodnou lokalitu, tj. takovou, aby nepřítel nemohl probíhající práce zpozorovat. Kostel tedy stojí v pomyslném středu okolních horských vrcholů (Vodil vrh, Mrzli vrh, Sleme rob a Rdeči rob), které sloužily jako bojové pozice pro místní brigády. Od všech těchto bodů je vzdálen přibližně 2 500 m.
Základní kámen byl slavnostně položen již 4. dubna 1916 za přítomnosti velitelů 3. a 15. horské brigády (plukovníka Tlaskala a plukovníka Koschaka) a velitele 50. divize, generála Jeřábka. Za původním návrhem památky stál architekt a poručík Remigius Geyling, který měl na starost projektování kostela i jeho výzdobu. Na celou výstavbu dohlížel maďarský konstruktér a nadporučík Géza Jablonszky z Budapešti.

Kostel sv. Ducha Javorca v roce dostavby, pohled zpředu

Podloží v místě výstavby je tvořeno čistou skálou, ze které jsou vytvořeny základy a spodní část památníku. Vrchní část je tvořena množstvím smrkového a modřínového dřeva, jež bylo dovezeno z nedalekého údolí a přímo na místě nařezáno. Veškeré stavební náklady byly uhrazeny místními vojáky, kteří ve svém volném čase tento kostel postavili. Stavba byla dokončena 1. listopadu 1916.

### Renovace
Vzhledem k nepříznivým přírodním podmínkám v této lokalitě byla údržba objektu náročná. V některých letech byl kostel dokonce zcela opuštěn, a proto byly nutné patřičné rekonstrukce a opatření.

Kostel svatého Ducha (Javorca), stav po první rekonstrukci v roce 1934, pohled z boku

Po první světové válce náleželo toto území Itálii, jejíž vojáci tuto památku poprvé renovovali v roce 1934 v rámci projektu opevnění „Rapallské“ hranice. Další opatření byla přijata v roce 1962 (kdy území náleželo Jugoslávii) Ústavem pro ochranu památek z Nové Gorice a o rok později byla vytvořena komise pro obnovu kostela sv. Ducha v Javorci. Ta se snažila o získání dostatečných prostředků pro provedení všech plánovaných rekonstrukčních prací, což se nakonec nepodařilo.  

##### Rekonstrukce a pohromy v průběhu let
- 1976 – zemětřesení
- 1980 až 1982 – probíhající rekonstrukce
- 27. květen 1983 – otevírací ceremoniál po dokončených rekonstrukcích
- 1998 – zemětřesení
- 1999 – kostel svatého Ducha byl označen za kulturní památku národního významu
- 2004 až 2005 – rekonstrukce[8]
- 18. květen 2007 – kostel zapsán na seznam Evropského kulturního dědictví
- 2016 – oslava 100 let od výstavby
- 2017 – oprava zvonice
- 17. srpna 1917 – poslední nedokonaná bohoslužba
- 2018 – přijetí oficiálního označení Evropské dědictví

##### Současnost
V současné době je Pamětní kostel svatého Ducha v Javorci zrekonstruován a otevřen veřejnosti. Lidé různých národností a náboženství se zde mohou setkávat, aby uctili oběti války nebo obdivovali jedinečnou výzdobu. Stavba po dnešní den slouží jako symbol míru a naděje pro všechny národy.  

## Popis
Kostel se skládá z kaple s apsidou o délce 18 metrů a šířce až 7,4 metru. Boční lodě jsou vysoké 6 metrů a hlavní loď dosahuje výšky 7 metrů. Střešní krytina byla vyrobena z eternitu. Nad vstupem do kostela se tyčí zvonice, jež je zdobena slunečními hodinami a latinským nápisem „Pax“. Tento nápis je součástí širšího celku, který zahrnuje i dvojitý erb rakousko-uherské monarchie. Při pohledu na vnější strany kostela si můžeme všimnout 20 stylizovaných erbů korunních zemí Rakouska-Uherska, včetně erbu Království českého, které jsou vymalovány na dřevěných deskách. 

### Interiér
Interiér kostela byl zhotoven v secesním stylu s dominantními barvami bílou, modrou, černou a zlatou. Stěny bočních lodí zdobí obrazy andělů. Hlavní oltář je z černého leštěného kamene a nad ním se nachází původní tabernákl. Celý oltářní prostor je zdoben detaily z lipového dřeva, které vyřezal tyrolský řezbář Anton Perathoner podle návrhu Remigia Geylinga. Mozaika v pozadí oltáře zobrazující bílou holubici je symbolem Ducha svatého, jemuž je tento kostel zasvěcen.

### Desky se jmény padlých vojáků

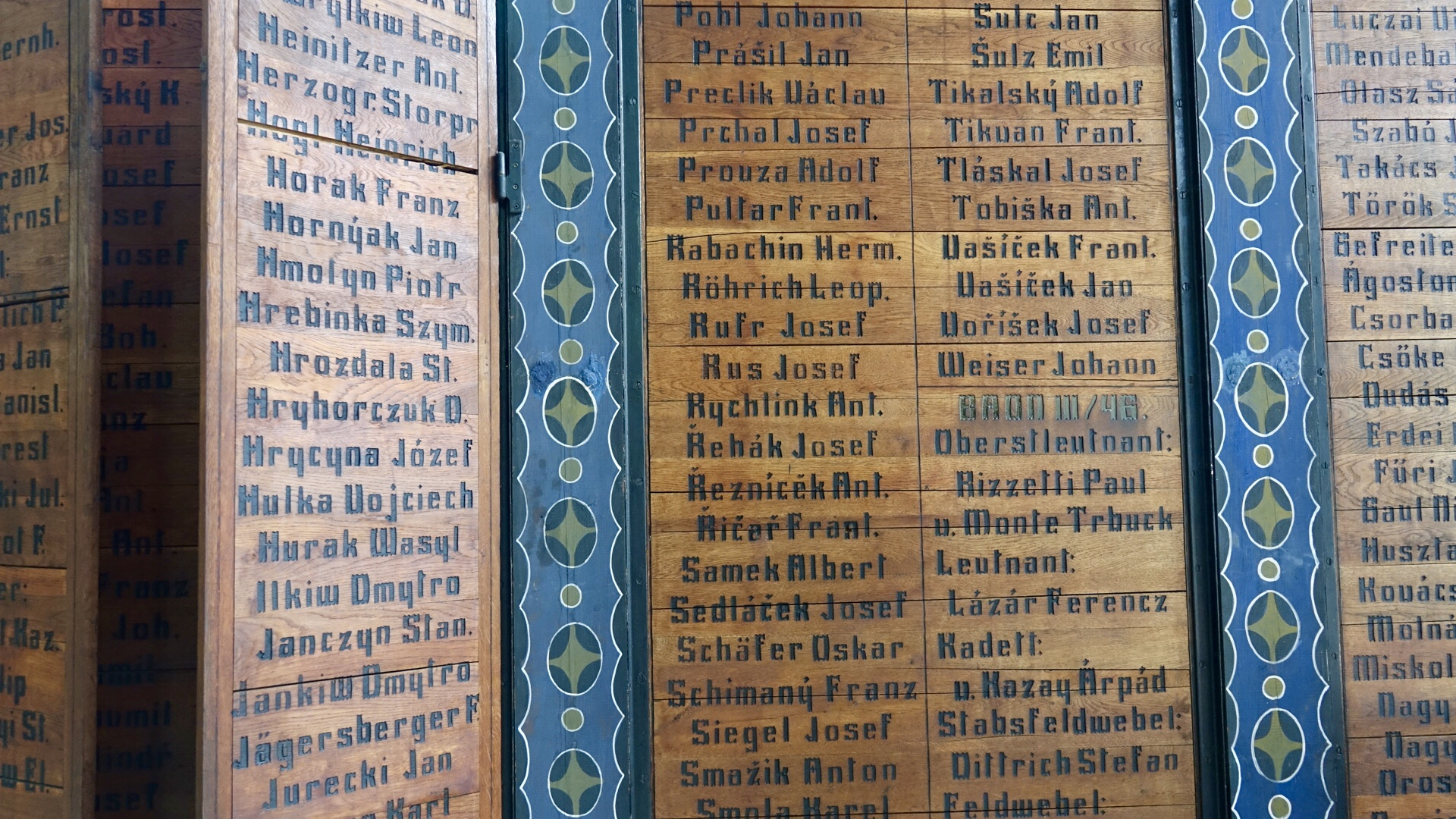
Ukázka dubových desek se jmény padlých, interiér kostela

Hlavním prvkem interiéru jsou závěsné otáčivé desky z dubového dřeva obsahující jména padlých vojáků všech rakousko-uherských národností. Tyto desky jsou nazývány „knihou mrtvých“ a je na nich vypáleno 2 565 jmen vojáků, mezi nimiž se nachází i 439 Čechů (zejména příslušníků c. a k. pěších pluků č. 18 a 91) padlých v bojích proti Italům. Tito vojáci jsou pohřbeni na vojenském hřbitově v blízké vesnici Loče u Tolminu. 

## Zajímavosti
V kostele můžeme najít pouze jeden objekt, který nebyl vytvořen vojáky 3. horské brigády. Jedná se o mozaiku nacházející se nad pozlaceným svícnem z dubového dřeva na vrcholu oltáře. 
Zdrojem dubového dřeva pro desky se jmény padlých byly prázdné krabice od nábojnic.